# Воронін Василь Андрійович
Василь Андрійович Воронін (1916–1944) — учасник  німецько-радянської війни, командир батальйону 37-го гвардійського стрілецького полку 12-ї гвардійської стрілецької дивізії 61 — ї армії Центрального фронту Червоної Армії, гвардії майор. Герой Радянського Союзу.

## Біографії
Народився 15 грудня (28 грудня за новим стилем) 1916 а в с. 2-а Михайлівка Російської імперії, нині Воронине Братського району Миколаївської області України, в сім'ї робітника. За іншими даними народився в селі Велика Корениха, нині мікрорайон  Миколаєва. Українець.
 
Освіта неповна середня.
У Червоній Армії з 1938 року. У 1939 році закінчив курси молодших лейтенантів, учасник боїв на річці Халхін-Гол в 1939 році. Член ВКП (б) / КПРС з 1942 року.
У діючій армії на фронтах Другої світової війни — з 1943 року. Батальйон 37-го гвардійського стрілецького полку, яким командував гвардії майор Василь Воронін, з  28 по 29 вересня 1943, а в боях по звільненню Чернігівської області вибив противника із 6 населених пунктів, підбив 3 танки. 29 вересня швидко форсував на підручних засобах Дніпро в районі с. Глушець (Лоєвський район Гомельської області), захопив плацдарм, в запеклих боях розширив його і утримав до підходу основних сил полку.
       
Василь Воронін помер від ран 6 листопада 1944 в 5140-му госпіталі. Похований на військовому братському кладовищі в смт Вайнеде Лієпайського району Латвійської РСР (нині Латвія).

## Нагороди
- Звання Героя Радянського Союзу присвоєно 15 січня 1944 року.
- Орден Леніна
- Орден Червоного Прапора
- Орден Олександра Невського
- Орден Вітчизняної війни 1 ступеня
- Орден Червоної Зірки
- медалі

## Пам'ять
- Середня школа Братського району, в якій навчався Герой, і  Явкинська середня школа  Баштанського району Миколаївській області — носять його ім'я.
- Рідне село перейменовано в Воронине.
- У райцентрі  Братське його ім'ям названа вулиця, а в селі  Мостове Братського району йому встановлено погруддя.
- На кладовищі села Велика Корениха поховані мати і син Василя Вороніна — Василь Васильович (помер 30 червня 2006). Вулиця, на якій жив Герой — носить його ім'я.